# Lene Nystrøm

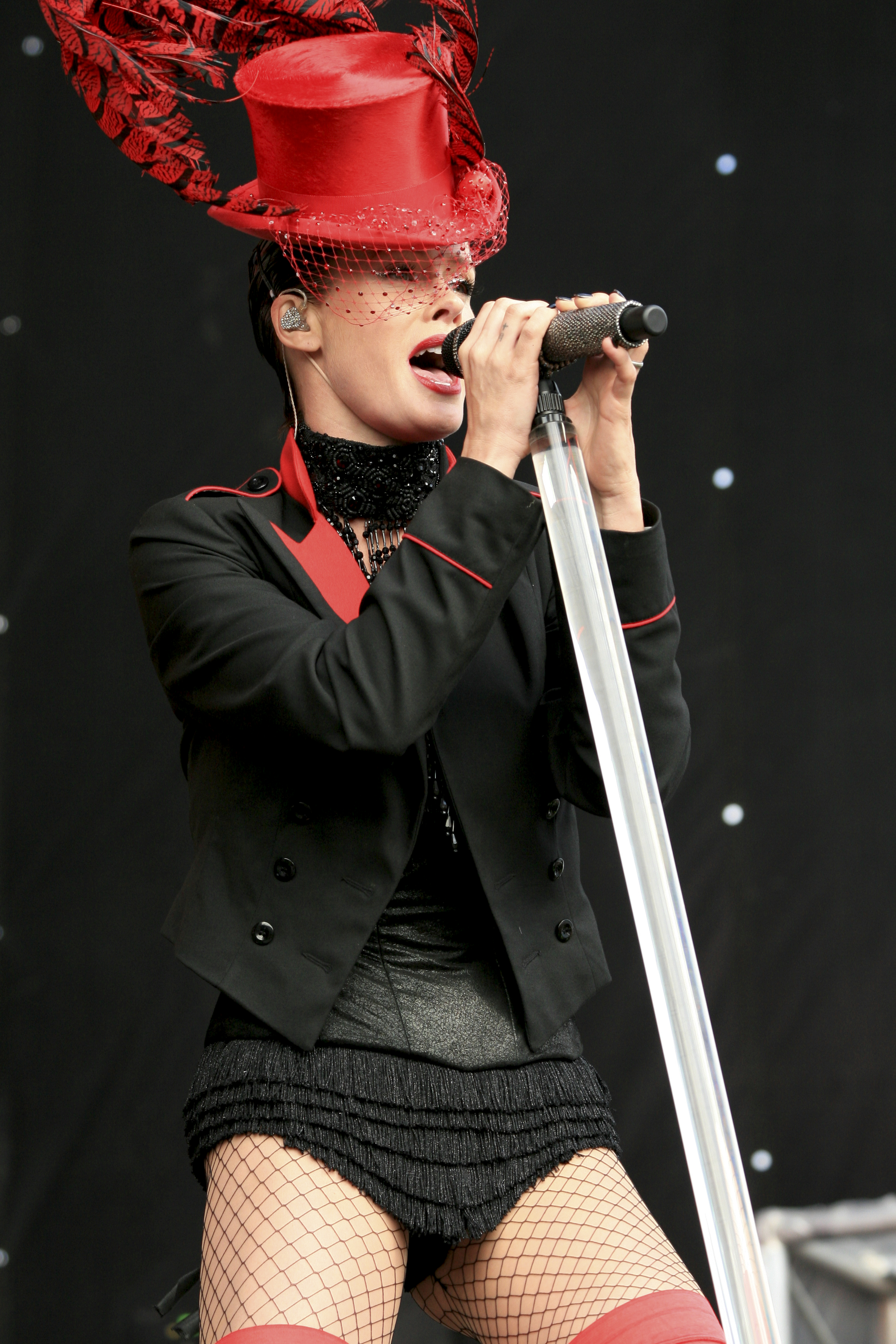
Lene Nystrøm auf einem Sommerkonzert in Dänemark am 20. Juli 2008

Lene Grawford Nystrøm Rasted (auch bekannt als Aqua-Lene) (* 2. Oktober 1973 in Ramnes bei Tønsberg im Fylke Vestfold) ist eine norwegische Sängerin, Musikerin und Schauspielerin. Als Mitglied der dänisch-norwegischen Band Aqua erreichte sie in den 1990er-Jahren eine größere Popularität. Sie wurde ebenfalls durch ihre Mitwirkungen in dänischen und norwegischen Film- und Fernsehproduktionen bekannt.

## Karriere
Nach ihrem Schulabschluss Anfang der 1990er-Jahre arbeitete Nystrøm zunächst als Bardame und Model. 1998 druckte das norwegische Boulevard-Blatt Se og Hør mehrere Nacktfotos von Nystrøm aus den 1990er-Jahren ab, als sie noch als Model arbeitete. Die Veröffentlichungen der Bilder, die von dem Fotografen Rolf „Roffe“ Tore Kjæran aufgenommen wurden, gerieten in die Kritik der Öffentlichkeit, da Nystrøm zum Zeitpunkt der Aufnahmen noch minderjährig war.

### Popmusikerin bei Aqua
Lene Nystrøm begann, sich während ihrer Zeit als Fotomodell für die Tätigkeiten in der Unterhaltungsindustrie zu interessieren. Sie debütierte erstmals mit einem Auftritt in der Fernsehshow Casino auf TVNorge. 1994 bekam sie ein Engagement als Sängerin auf dem Danskebåt-Fährschiff MS Peter Wessel. Bei ihren Auftritten dort lernte sie den dänischen Sänger René Dif kennen, mit dem sie später in den Bands Aqua und Joyspeed erneut gemeinsam auftrat. Nystrøm übernahm den weiblichen Gesang in der Gruppe.
Die erste veröffentlichte Single von Aqua mit Nystrøm, Itsy Bitsy (1994), war wenig erfolgreich. Die damals noch relativ unbekannte Popgruppe reiste durch Skandinavien ohne dabei das entsprechende Interesse der Medien zu bekommen. 1997 veröffentlichten sie das Album Aquarium. Mit dem Hit Barbie Girl nahm die Popularität der Band zu. Aqua brachte danach einige gängige Popsongs, veröffentlichte Schallplatten in über 20 Ländern, bekam Platin-Status und plötzlich war Aqua-Lene ein Popstar. Für ihre Beteiligung bei Aqua erhielt Lene Nystrøm 1997 von der Jury den Sonderpreis des Spellemannprisen.
1998 schuf Aqua für den Hollywood-Film Sie liebt ihn – sie liebt ihn nicht die Filmmusik, hatte Auftritte bei den MTV Europe Music Awards und spielte bekannten Hits wie Barbie Girl, Dr Jones und Roses Are Red. Aqua geriet 2000 in öffentliche Kritik, was ihrem Erfolg jedoch nicht schadete.
Nystrøm war mit Bandmitglied René Dif in einer Beziehung und fast gleichzeitig mit Søren Rasted, worauf es zu einem Zerwürfnis innerhalb der Gruppe kam. Im August 2001 löste sich Aqua nach dem Beziehungskonflikt für die Öffentlichkeit überraschend einvernehmlich auf. Zuvor hatte Nystrøm Søren Rasted in Las Vegas unter Ausschluss der Öffentlichkeit heimlich geheiratet. Das Ehepaar hat zusammen zwei Kinder, am 6. November 2004 wurde ihre Tochter India und im Frühjahr 2006 ihr Sohn Billy geboren. Am 26. April 2017 gaben Nystrøm und Rasted nach 16 Ehejahren ihre Trennung bekannt.

### Nach Aqua
Nach der Auflösung der Band versuchte Lene Nystrøm Rasted mit eigenen Titeln mit unterschiedlichem Erfolg ihre eigene Solokarriere voranzutreiben. 2003 veröffentlichte sie ihr Solo-Debüt-Album Play with me und die Singles It’s your duty, Pretty young thing und Virgin superstar.
Danach betätigte sie sich auch als Songschreiberin für andere Bands und Künstler. So schrieb sie zum Beispiel für die Gruppe Girls Aloud für deren erstes Album Sound of the Underground die Songs No Good Advice und You Freak Me Out. Das Album wurde für die Band Girls Aloud letztendlich ein großer Erfolg.
Als Sängerin erreichte Nystrøm 2005 mit dem Song Tsunami-singlen nochmals die vordersten Plätze in Dänemark, danach zog sie sich vorerst aus der Musikindustrie zurück.
Am 6. Oktober 2007 gab Aqua ihre Wiedervereinigung bekannt und begann Anfang 2008 eine Comeback-Tour zu starten.

### Film und Fernsehen
Einen kleineren öffentlichen Auftritt hatte Lene Nystrøm bereits frühzeitig. 1997 trat sie in einem weit verbreiteten Musikvideo-Kurzfilm ihrer Band Aqua als Barbie Girl auf. 2009 bekam Nystrøm Rasted ihre erste Filmrolle in dem dänischen Film von Ole Bornedal Befrei uns von dem Bösen (Fri os fra det onde), wo sie in der Hauptrolle als Pernille ein Vergewaltigungsopfer spielt. Kurz darauf spielte sie im gleichen Jahr in dem norwegischen Kriegsfilm Svik in einer Hauptrolle die Nachtklubsängerin und Doppelagentin Eva Karlsen während der norwegischen Besetzung im Zweiten Weltkrieg an der Seite von Götz Otto und Ingrid Bolsø Berdal. Ebenfalls wirkte sie 2009 in der dänischen Krimiserie Lulu & Leon in der Rolle als Alexandra von Linden unter der Regie von Jannik Johansen mit. In der dänischen Filmkomödie Klassefesten aus dem Jahr 2011 von Niels Nørløv trat sie in der Rolle als Eva auf. Eine größere Bekanntheit als Schauspielerin erreichte sie von 2010 bis 2012 durch ihre Rolle als Karin Bjørge an der Seite von Trond Espen Seim in fünf Filmen der zweiten Staffel der norwegischen Filmreihe Der Wolf (Varg Veum).
Zudem hatte Nystrøm Auftritte als sie selbst in verschiedenen Dokumentationen, Fernseh- und Talkshows.

## Diskografie

### Veröffentlichung mit Aqua
siehe auch: Diskografie von Aqua
- 1994: Itsy Bitsy (mit Aqua als Joyspeed – Single)
- 1997: Aquarium
- 2000: Aquarius
- 2009: Greatest Hits
- 2011: Megalomania

### Studioalben
| Jahr | Titel        | Höchstplatzierung, Gesamtwochen, AuszeichnungChartsChartplatzierungen (Jahr, Titel, Platzierungen, Wochen, Auszeichnungen, Anmerkungen) | Anmerkungen |
| Jahr | Titel        | DK | Anmerkungen |
| ---- | ------------ | --- | ----------- |
| 2003 | Play with Me | DK30 (1 Wo.)DK |             |

### Singles
| Jahr | Titel Album                 | Höchstplatzierung, Gesamtwochen, AuszeichnungChartplatzierungen (Jahr, Titel, Album, Platzierungen, Wochen, Auszeichnungen, Anmerkungen) | Höchstplatzierung, Gesamtwochen, AuszeichnungChartplatzierungen (Jahr, Titel, Album, Platzierungen, Wochen, Auszeichnungen, Anmerkungen) | Anmerkungen |
| Jahr | Titel Album                 | DK | NO | Anmerkungen |
| ---- | --------------------------- | --- | --- | ----------- |
| 2003 | It’s Your Duty Play with Me | DK3 (8 Wo.)DK | NO9 (10 Wo.)NO |             |

Weitere Singles
- 1992: Two Directions
- 2004: Pretty Young Thing

### Gastbeiträge
| Jahr | Titel Album    | Höchstplatzierung, Gesamtwochen, AuszeichnungChartplatzierungen (Jahr, Titel, Album, Platzierungen, Wochen, Auszeichnungen, Anmerkungen) | Höchstplatzierung, Gesamtwochen, AuszeichnungChartplatzierungen (Jahr, Titel, Album, Platzierungen, Wochen, Auszeichnungen, Anmerkungen) | Anmerkungen                |
| Jahr | Titel Album    | DK | NO | Anmerkungen                |
| ---- | -------------- | --- | --- | -------------------------- |
| 2005 | Hvor små vi er | DK1 (27 Wo.)DK | — | als Teil von Giv Til Asien |

Weitere Gastbeiträge
- 2005: I Love N.Y. (mit LazyB)
- 2008: Vi ka alt vi to (mit Hej Matematik)
- 2012: 2012 (Shift Happens) (mit LazyB)

### Promo-Veröffentlichungen
- 2004: Here We Go
- 2004: Scream

## Filmografie
- 1997: Aqua: Barbie Girl (Kurzfilm)
- 2009: Deliver Us From Evil (Fri os fra det onde)
- 2009: Svik
- 2009: Lulu & Leon
- 2010: Der Wolf – Zeichen an der Wand (Varg Veum – Skriften på veggen)
- 2011: Der Wolf  – Schwarze Schafe (Varg Veum – Svarte får)
- 2011: Der Wolf  – Gefährten des Todes (Varg Veum – Dødens drabanter)
- 2011: Der Wolf  – Geschäft mit dem Tod (Varg Veum – I mørket er alle ulver grå)
- 2011: Klassefesten
- 2012: Der Wolf  – Den Tod vor Augen (Varg Veum – De døde har det godt)
- 2012: Der Wolf  – Kalte Herzen (Varg Veum – Kalde hjerter)
- 2017: Gjengangere
- 2018: Aqua: Rookie (Kurzfilm)
- 2019: Klovn (Fernsehserie)

### Fernsehauftritte
- 2000: Danish Grammy Awards 2000
- 2000: Harald Schmidt Show (Episode 791)
- 2003: Boogie Århus Lisen
- 2003: Stjerne for en aften – Vinderen (Episode 1.2)
- 2003: Først & sist med Fredrik Skavlan (Episode 10.2)
- 2003: Senkveld med Thomas og Harald
- 2003: Junior Eurovision Song Contest 2003
- 2003: God kveld Norge
- 2003: God kveld Norge
- 2005: Hele Historien
- 2005: Nordic Music Awards 2005 – Countdown (Moderatorin)
- 2006: Go’ aften Danmark
- 2007: Miss Africa Danmark 2007 (Eröffnungsrede)
- 2007: DR1’s Grand Danois Awards 2007
- 2008: Reimers (Episode 1.3)
- 2008: 21st European Film Awards 2008
- 2009: Bornedal og det onde – bag kameraet
- 2010: Det nye talkshow
- 2010: Litt av et liv
- 2011: Skavlan
- 2011: Familien fra Bryggen – (Episode 1.1)
- 2012: Voice – Danmarks største stemme
- 2012: The Voice: Norges Beste Stemme
- 2015: Hver Gang Vi Møtes
- 2017: God kveld Norge
- 2017: TV2 Nyhetene